# Pierre à l'Abbé
La Pierre à l'Abbé est un menhir situé à Saint-Loup-de-Buffigny, dans le département de l'Aube, en France.

## Protection
L'édifice est inscrit au titre des monuments historiques en 1993.

## Description
La pierre mesure 1,54 m de hauteur pour 1,87 m de largeur à la base et 0,60 m d'épaisseur. La face la plus large est orientée à l'est. La pierre comporte dans sa partie haute un petit replat (0,70 m de long sur 0,20 m de large) prolongé par une petite dépression (0,35 m de profondeur). À l'origine, le menhir était plus large mais il fit l'objet d'un débitage partiel vers 1930.